# Congregazione di Nostra Signora della Fedeltà
La Congregazione di Nostra Signora della Fedeltà (in francese Congrégation Notre-Dame de la Fidélité) è un istituto religioso femminile di diritto pontificio: le suore di questa congregazione, dette in origine Suore della Carità di Nostra Signora delle Orfanelle, pospongono al loro nome la sigla N.D.F.

## Storia
La congregazione venne fondata il 26 febbraio 1831 a La Délivrande, in Normandia, da Henriette le Forestier d'Osseville (1803-1858) con l'aiuto di Louis Saulet, già fondatore dei missionari di Nostra Signora di La Délivrande.
Il fine principale dell'istituto era l'educazione della gioventù femminile, specie se priva di famiglia: nel 1848 le suore aprirono a Upper Norwood, nel borough londinese di Croydon, il primo orfanotrofio cattolico dai tempi della Riforma.
La congregazione ottenne il pontificio decreto di lode il 15 febbraio 1870; le sue costituzioni, ispirate a quelle della Compagnia di Gesù, vennero approvate definitivamente dalla Santa Sede il 25 giugno 1904.

## Attività e diffusione
Le suore si dedicano all'istruzione e all'educazione cristiana della gioventù; operano anche in centri di accoglienza per famiglie in difficoltà.
La congregazione conta case in Belgio, Francia, Italia e Regno Unito; la sede generalizia è a Douvres-la-Délivrande, in diocesi di Bayeux.
Alla fine del 2008 la congregazione contava 67 religiose in 12 case.